# Gran Premio de Quebec 2019
La 10.ª edición de la clásica ciclista Gran Premio de Quebec fue una carrera en Canadá que se celebró el 13 de septiembre de 2019 por los alrededores de la ciudad de Quebec, al que se le dieron 16 vueltas a un circuito de 12,6 km para completar un recorrido de 201,6 kilómetros.
La carrera formó parte del UCI WorldTour 2019, siendo la trigésima quinta competición del calendario de máxima categoría mundial. El vencedor fue el australiano Michael Matthews del Sunweb seguido del eslovaco Peter Sagan del Bora-Hansgrohe y el belga Greg Van Avermaet del CCC.

## Recorrido
El Gran Premio de Quebec dispuso de un recorrido total de 201,6 kilómetros, donde los ciclistas en la parte final disputaron un circuito de 16 vueltas de 12,6 kilómetros hasta la línea de meta.

## Equipos participantes
Tomaron parte en la carrera 21 equipos: 18 de categoría UCI WorldTour 2019 invitados por la organización; 2 de categoría Profesional Continental y la selección nacional de Canadá. Formando así un pelotón de 146 ciclistas de los que acabaron 128. Los equipos participantes fueron:
| WorldTeams (18)- AG2R La Mondiale - Astana - Bahrain-Merida - Bora-hansgrohe - CCC Team - Deceuninck-Quick Step - Dimension Data - EF Education First - Groupama-FDJ - Team Jumbo-Visma - Lotto Soudal - Mitchelton-Scott - Movistar Team - Katusha-Alpecin - Ineos - Team Sunweb - Trek-Segafredo - UAE Team Emirates Equipos continentales profesionales (2)- Rally UHC Cycling - Israel Cycling Academy Equipo nacional- Canadá |
| |

## Clasificaciones finales
- Las clasificaciones finalizaron de la siguiente forma:[3]

### Clasificación general
| \| Clasificación general \| Clasificación general \| Clasificación general \| Clasificación general \| Clasificación general \| \| Ciclista \| Ciclista \| Equipo \| Tiempo \| \| \| --------------------- \| --------------------- \| ---------------------- \| --------------------- \| --------------------- \| \| 1.º \| Michael Matthews \| Team Sunweb \| 5 h 13 min 01 s \| \| \| 2.º \| Peter Sagan \| Bora-Hansgrohe \| + 0 s \| \| \| 3.º \| Greg Van Avermaet \| CCC Team \| + 0 s \| \| \| 4.º \| Diego Ulissi \| UAE Team Emirates \| + 0 s \| \| \| 5.º \| Jasper Stuyven \| Trek-Segafredo \| + 0 s \| \| \| 6.º \| Tom Slagter \| Dimension Data \| + 0 s \| \| \| 7.º \| Julian Alaphilippe \| Deceuninck-Quick Step \| + 0 s \| \| \| 8.º \| Timo Roosen \| Team Jumbo-Visma \| + 0 s \| \| \| 9.º \| Tim Wellens \| Lotto-Soudal \| + 0 s \| \| \| 10.º \| Benoît Cosnefroy \| AG2R La Mondiale \| + 0 s \| \| \| 11.º \| Daryl Impey \| Mitchelton-Scott \| + 0 s \| \| \| 12.º \| Alberto Bettiol \| EF Education First \| + 0 s \| \| \| 13.º \| Kristian Sbaragli \| Israel Cycling Academy \| + 0 s \| \| \| 14.º \| Bauke Mollema \| Trek-Segafredo \| + 0 s \| \| \| 15.º \| Hugo Houle \| Astana \| + 0 s \| \| |                    |                        |                 |
| |                    |                        |                 |
| Fuente: ProCyclingStats |                    |                        |                 |
| Clasificación general |                    |                        |                 |
| Ciclista | Ciclista           | Equipo                 | Tiempo          |
| 1.º | Michael Matthews   | Team Sunweb            | 5 h 13 min 01 s |
| 2.º | Peter Sagan        | Bora-Hansgrohe         | + 0 s           |
| 3.º | Greg Van Avermaet  | CCC Team               | + 0 s           |
| 4.º | Diego Ulissi       | UAE Team Emirates      | + 0 s           |
| 5.º | Jasper Stuyven     | Trek-Segafredo         | + 0 s           |
| 6.º | Tom Slagter        | Dimension Data         | + 0 s           |
| 7.º | Julian Alaphilippe | Deceuninck-Quick Step  | + 0 s           |
| 8.º | Timo Roosen        | Team Jumbo-Visma       | + 0 s           |
| 9.º | Tim Wellens        | Lotto-Soudal           | + 0 s           |
| 10.º | Benoît Cosnefroy   | AG2R La Mondiale       | + 0 s           |
| 11.º | Daryl Impey        | Mitchelton-Scott       | + 0 s           |
| 12.º | Alberto Bettiol    | EF Education First     | + 0 s           |
| 13.º | Kristian Sbaragli  | Israel Cycling Academy | + 0 s           |
| 14.º | Bauke Mollema      | Trek-Segafredo         | + 0 s           |
| 15.º | Hugo Houle         | Astana                 | + 0 s           |

## Ciclistas participantes y posiciones finales
Convenciones:
- AB-N: Abandono en la etapa N
- FLT-N: Retiro por llegada fuera del límite de tiempo en la etapa N
- NTS-N: No tomó la salida para la etapa N
- DES-N: Descalificado o expulsado en la etapa N

## UCI World Ranking
El Gran Premio de Quebec otorgó puntos para el UCI World Ranking para corredores de los equipos en las categorías UCI WorldTeam, Profesional Continental y Continental. Las siguientes tablas son el baremo de puntuación y los 10 corredores que obtuvieron más puntos:
| Posición   | 1.º | 2.º | 3.º | 4.º | 5.º | 6.º | 7.º | 8.º | 9.º | 10.º | 11.º | 12.º | 13.º | 14.º | 15.º | 16.º-20.º | 21.º-30.º | 31.º-50.º | 51.º-55.º | 56.º-60.º |
| Puntuación | 500 | 400 | 325 | 275 | 225 | 175 | 150 | 125 | 100 | 85   | 70   | 60   | 50   | 40   | 35   | 30        | 20        | 10        | 5         | 3         |

| Clasificación |                    |                       |        |
| Ciclista      | Ciclista           | Equipo                | Puntos |
| ------------- | ------------------ | --------------------- | ------ |
| 1.º           | Michael Matthews   | Sunweb                | 500    |
| 2.º           | Peter Sagan        | Bora-Hansgrohe        | 400    |
| 3.º           | Greg Van Avermaet  | CCC                   | 325    |
| 4.º           | Diego Ulissi       | UAE Emirates          | 275    |
| 5.º           | Jasper Stuyven     | Trek-Segafredo        | 225    |
| 6.º           | Tom Slagter        | Dimension Data        | 175    |
| 7.º           | Julian Alaphilippe | Deceuninck-Quick Step | 150    |
| 8.º           | Timo Roosen        | Jumbo-Visma           | 125    |
| 9.º           | Tim Wellens        | Lotto Soudal          | 100    |
| 10.º          | Benoît Cosnefroy   | AG2R La Mondiale      | 85     |